# Nové Dvory, Kutná Hora
Nové Dvory là một làng thuộc huyện Kutná Hora, vùng Středočeský, Cộng hòa Séc.